# Nicolae Mihăilescu (scrimer născut în 1965)
Nicolae Mihăilescu (n. 28 noiembrie 1965, Craiova) este un scrimer român specializat pe spadă, care a reprezentat România la Jocurile Olimpice de vară din 1992.

## Carieră
S-a apucat de scrima la vârsta de zece ani la Craiova cu antrenorii Mircea Alecu și Dumitru Popescu. Primul său vis era să câștige titlul național, apoi să participe la Jocurile Olimpice. Obiectivul a fost atins când echipa României s-a calificat la Barcelona 1992. Totuși, echipa era tânără și neexperimentată: din lipsa de bani și probleme de pașaport, nu putea să participe la marile competiții internaționale. A pierdut cu Ungaria și Germania în faza rundelor preliminare și s-a clasat pe locul 11.
După ce s-a retras a devenit antrenor de scrimă la Craiova, unde le-a pregătit, printre altele, pe campioanele mondiale Ana Maria Brânză și Anca Măroiu. În 2003 s-a mutat în Australia. Acum este antrenor principal la Olympia Fencing Centre de la Melbourne.